# Pero pallidior
Pero pallidior là một loài bướm đêm trong họ Geometridae.